# Cake to Bake
Cake to Bake är en låt komponerad av Guntis Veilands som framförs av den tysk-lettiska gruppen Aarzemnieki. Låten var Lettlands bidrag i Eurovision Song Contest 2014 men gick inte vidare till final.

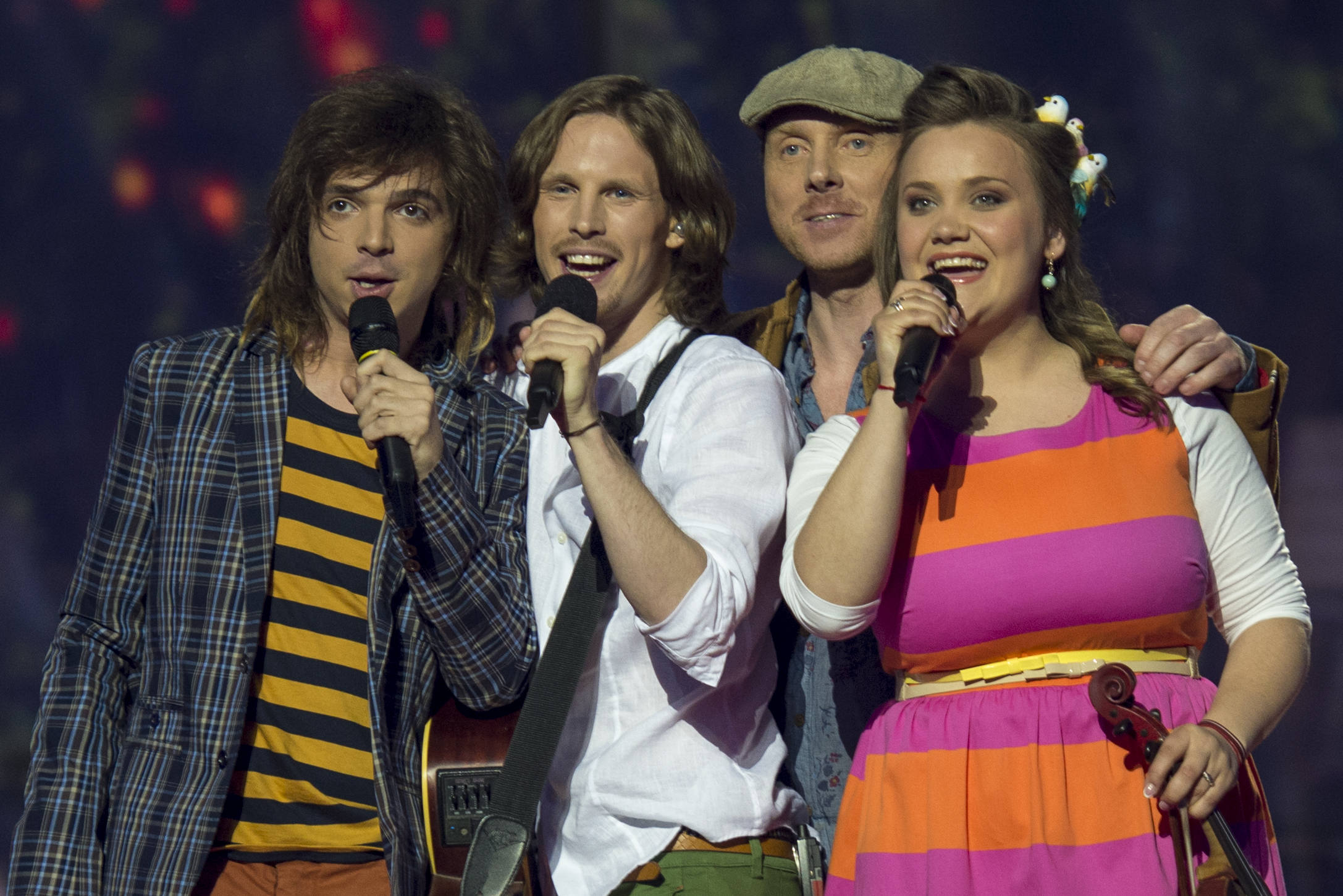
Aarzemnieki framför Cake to Bake i Eurovision Song Contest 2014.